# Sint-Egidiuskerk (Bad Salzig)
De Sint-Egidiuskerk (Duits: St. Aegidius) is de rooms-katholieke parochiekerk van Bad Salzig, een Ortsbezirk  van de Duitse stad Boppard. De kerk werd vernoemd naar de heilige Egidius, een van de veertien noodhelpers. Op de plaats van de huidige kerk stond reeds in de 13e eeuw een kapel, de huidige parochiekerk werd in 1904 gewijd. Het geheel van de parochiekerk, het kerkhof en de ten oosten van de kerk gelegen pastorie staat onder monumentenzorg. Sinds 2002 maakt de Egidiuskerk deel uit van het UNESCO-werelderfgoed Midden-Rijndal.

## Geschiedenis
In Salzig moet al in 13e eeuw een kapel hebben gestaan. Hiervan getuigt o.a. een document van de aartsbisschop van Trier uit 1275. In de 14e en 15e eeuw werd op de plaats van deze kapel een nieuwe kerk gebouwd. Het koor uit de 14e eeuw en de klokkentoren uit de 15e eeuw maken nog altijd deel uit van de huidige parochiekerk. Ten tijde van deze bouw hadden de dorpen Salzig en Weiler samen ongeveer 300 inwoners. De bevolking steeg echter gestaag tot 798 in het jaar 1788 en 100 in het jaar 1825. Herhaaldelijk werd de kerk vergroot, maar de parochiekerk bleek later steeds weer te klein. In het jaar 1868 was het aantal inwoners reeds gestegen tot 1684. Op 27 januari 1899 werd begonnen met de bouw van een neogotische hallenkerk, waarvan de bouw op 11 augustus 1901 kon worden voltooid. In totaal kostte de nieuwbouw 83.000 mark. De wijding van de nieuwe kerk vond op 24 april 1904 door bisschop Michael Felix Korum plaats. Eén jaar later werd de huidige pastorie oostelijk van de kerk gebouwd.
Vanaf 1966 werd de pastorie gerenoveerd. De parochiekerk volgde in de jaren 1967-1968. Hierbij werd de altaarruimte ingrijpend veranderd. In de jaren 1980 volgden meer restauraties.

## Mariaklok (Marienglocke)
De eerste klok van de kerk werd in 1471 gegoten en hangt nog altijd in de toren. Aangenomen wordt dat de klok in Andernach werd gegoten door de klokkengieter Paulus von Üdersdorf. De klok is 85 centimeter hoog en heeft een doorsnee van 93 cm. Op de klok staat een beeltenis van Servaas van Maastricht, staande op een draak met bisschopsstaf en sleutel. De klok heeft als inschrift maria heiße ich, in goldis eren lut man mich, al bosen weder v(er) driben ich .

## Inrichting
In de kerk bevindt zich een laatgotisch sacramentsschrijn. In het hoogaltaar staat een laat-14e-eeuws beeld van de heilige Egidius met de voor Egidius kenmerkende hinde. Twee koorvensters dateren uit dezelfde periode.

## Orgel
Het orgel van de kerk telt 13 registers met één manuaal en pedaal en dateert uit het jaar 1715. Het werd oorspronkelijke voor de Benedictijnse abdij Marienberg in Boppard gemaakt. Ingevolgde de secularisatie kwam het orgel in de Karmelietenkerk van Boppard terecht. Na de voltooiing van de nieuwe kerk in 1903 werd het orgel door de parochie aangekocht. 

## Olijfberggroep
Aan de noordwestelijke buitenmuur van de kerk bevindt zich in een nis een vroeg-16e-eeuwse olijfberggroep. Middelpunt vormt het beeld van een knielende Jezus (110 cm hoog) op een rots met Zijn blik naar boven gericht. Daaronder bevinden zich op de voorgrond (van links naar rechts) de beelden van de drie apostelen Jacobus, Johannes en Petrus (82 tot 86 cm hoog). Dergelijke olijfberggroepen werden populair na de beëindiging van de kruistochten toen de religieuze plaatsen in het Heilige Land voor een langere periode onbereikbaar werden. Op deze wijze werd een stukje Heilig Land toch tastbaar voor de gelovigen.